# ويليام سيزار دي أوليفيرا
ويليام سيزار دي أوليفيرا (بالبرتغالية: William César de Oliveira‏) (17 أكتوبر 1968 في البرازيل - ) هو لاعب كرة قدم برازيلي في مركز الوسط. لعب مع نادي فلومينينسي.

## وصلات خارجية
- ويليام سيزار دي أوليفيرا على موقع قاعدة بيانات كرة القدم.إي يو (الإنجليزية)